# Altenthann (Oberpfalz)

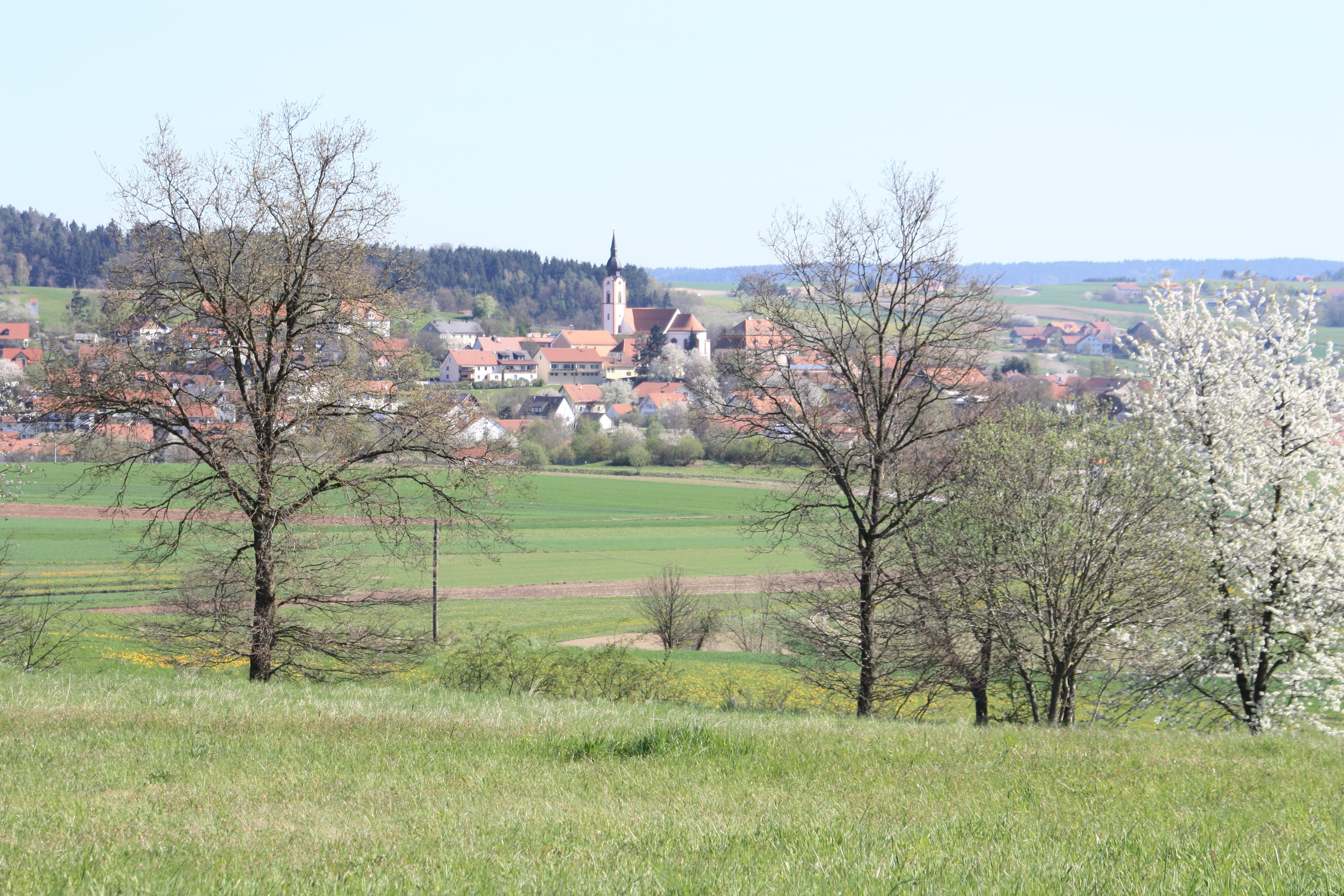
Altenthann

Altenthann ist eine Gemeinde im Oberpfälzer Landkreis Regensburg im Falkensteiner Vorwald. Die Gemeinde ist Mitglied der Verwaltungsgemeinschaft Donaustauf.

## Geografie

### Lage
Altenthann liegt in der Region Regensburg, etwa 18 Kilometer nordwestlich der Stadt Wörth an der Donau.

### Gemeindegliederung
Es gibt 50 Gemeindeteile (in Klammern ist der Siedlungstyp angegeben):
- Altenthann (Pfarrdorf)
- Aschenbrennermarter (Einöde)
- Auersölden (Einöde)
- Bachmühl (Einöde)
- Berghof (Einöde)
- Bruckhäusl (Einöde)
- Brunnstuben (Einöde)
- Eichhof (Weiler)
- Forstmühle (Dorf)
- Geishof
- Göppenbach (Weiler)
- Gottesberg (Weiler)
- Gsellhof (Einöde)
- Gsellmühle (Weiler)
- Haid (Dorf)
- Heuweg (Kirchdorf)
- Hörglhof (Einöde)
- Hornismühle (Einöde)
- Jagdhaus Thiergarten (Einöde)
- Kagerhof (Einöde)
- Kropfersberg (Einöde)
- Landsgrub (Einöde)
- Oberlichtenwald (Dorf)
- Ödgarten (Einöde)
- Orhalm (Weiler)
- Pfaffenfang (Dorf)
- Pfittershof (Einöde)
- Pielhof (Einöde)
- Pömerlmühl (Einöde)
- Refthal (Einöde)
- Reinhartswinkl (Weiler)
- Röhren (Weiler)
- Roidhof (Weiler)
- Sägmühl (Einöde)
- Scharr (Weiler)
- Scherbatzen (Einöde)
- Schmatzhäusl (Einöde)
- Seehof (Einöde)
- Spieshof (Einöde)
- Spitz (Weiler)
- Steinbuckl (Einöde)
- Steinklippen (Einöde)
- Stubenthal (Weiler)
- Thiergarten (Weiler)
- Unterlichtenwald (Dorf)
- Weiherhaus (Einöde)
- Weihersölden (Einöde)
- Wiesing (Einöde)
- Willmannsberg (Dorf)
- Ziegelhaus (Einöde)

Es gibt die Gemarkungen Altenthann, Forstmühler Forst (nur Gemarkungsteil 0), Göppenbach (nur Gemarkungsteil 0), Lichtenwald und Pfaffenfang.

### Klima

Niederschlagsdiagramm

Altenthann liegt mit seinem humiden Klima in der kühl-gemäßigten Klimazone. Die Gemeinde befindet sich im Übergangsbereich zwischen dem feuchten atlantischen und dem trockenen Kontinentalklima. Nach der Klimaklassifikation von Köppen-Geiger zählt Franken, einschließlich Altenthann, insgesamt zum gemäßigten Ozeanklima (Cfb-Klima). Dabei bleibt die mittlere Lufttemperatur des wärmsten Monats unter 22 °C und die des kältesten Monats über −3 °C.
Der Jahresniederschlag beträgt 742 Millimeter. Der Niederschlag liegt im mittleren Drittel der Messstellen des Deutschen Wetterdienstes. 50 Prozent zeigen niedrigere Werte an. Der trockenste Monat ist der Oktober; am meisten regnet es im Juni. Im niederschlagreichsten Monat fällt ca. 1,9 mal mehr Regen als im trockensten Monat. Die jahreszeitlichen Niederschlagschwankungen liegen im oberen Drittel. In über 77 Prozent aller Orte schwankt der monatliche Niederschlag weniger.

## Geschichte

### Bis zur Gemeindegründung
Die Gegend in dem Gebiet von Lichtenwald, Adlmannstein und Altenthann wurde im 11. Jahrhundert von den Bischöfen von Regensburg und den von  ihnen eingesetzten Ministerialen gerodet.
Altenthann wird in einer Urkunde des Klosters St. Emmeram 1180 erstmals erwähnt; damals werden sechs Leibeigene als Censuale durch den „cappellanus et parrochianus Otto nomine de Altenthanna“ an das Kloster übergeben.
Altenthann gehörte zum Rentamt Straubing und zum Landgericht Stadtamhof des Kurfürstentums Bayern. Das Kloster Frauenzell besaß hier von 1664 bis zur Säkularisation eine offene Hofmark. Im Zuge der Verwaltungsreformen in Bayern entstand mit dem Gemeindeedikt von 1818 die heutige Gemeinde.

### Eingemeindungen
1945/46 wurden die Gemeinde Pfaffenfang (Landkreis Roding) und Teile der Gemeinde Göppenbach eingegliedert. Im Zuge der Gebietsreform in Bayern kam am 1. Januar 1978 Lichtenwald hinzu.

### Einwohnerentwicklung
Zwischen 1988 und 2018 wuchs die Gemeinde von 1337 auf 1480 um 143 Einwohner bzw. um 10,7 %.
| Jahr      | 1961 | 1970 | 1987 | 1991 | 1995 | 2000 | 2005 | 2010 | 2015 |
| Einwohner | 1235 | 1283 | 1315 | 1441 | 1471 | 1538 | 1580 | 1549 | 1513 |

### 20. und 21. Jahrhundert
In den vergangenen Jahrzehnten hat sich Altenthann durch die Ausweisung von Bauland und Investitionen in die Infrastruktur von einem landwirtschaftlich geprägten Ort zu einer Wohngemeinde entwickelt. Wichtige Ziele der Gemeinde liegen derzeit bei Investitionen in regenerative, umweltfreundliche Energie, energiesparende Technik, der Weiterentwicklung der Infrastruktur sowie in der Breitbandversorgung.

## Religion
Wie in der gesamten Oberpfalz ist auch in Altenthann der größte Teil der Bevölkerung römisch-katholisch. Im Gemeindegebiet gibt es die katholische Pfarreiengemeinschaft Altenthann – Brennberg – Frauenzell. Sie ist dem Bistum Regensburg zugeordnet.

## Politik

### Gemeinderat
Im Jahr 2020 haben von den 1.235 stimmberechtigten Einwohnern in der Gemeinde Altenthann 976 von ihrem Wahlrecht Gebrauch gemacht, womit die Wahlbeteiligung bei 79,03 % lag.
| Wahljahr | CSU         | Freie Wähler | Gesamt |
| -------- | ----------- | ------------ | ------ |
| 2020     | 7 (37,67 %) | 5 (62,33 %)  | 12     |
| 2014     | 6           | 6            | 12     |
| 2008     | 7           | 4            | 11     |

### Bürgermeister
Erster Bürgermeister ist seit Mai 2014 Harald Herrmann (FW).

### Wappen und Flagge
|                                                                                                  | Blasonierung: „Unter schwarzem Schildhaupt, darin eine silberne Zange, in Gold auf grünem Dreiberg eine grüne Tanne.“ |
| Das Wappen wird seit 1985 geführt. Gleichzeitig wurde auch die weiß-grün-gelbe Flagge genehmigt. | |

## Fürstlicher Thiergarten von Thurn und Taxis
Etwa drei Kilometer südlich der Ortschaft Thiergarten liegt der komplett eingezäunte 2800 Hektar große Fürstliche Thiergarten, ein Naherholungsgebiet, mit Rehen, Hirschen, Wildschweinen, Luchsen, Bibern, Fischottern, Schwarzstörchen und anderen Tieren. Er wurde 1813 als Jagdwald der Fürsten zu Thurn und Taxis angelegt.
Dort brach am 1. Oktober 1988, beim Jagdschloss Aschenbrennermarter, der bayerische Ministerpräsident Franz Josef Strauß zusammen und starb wenige Tage später, am 3. Oktober 1988, im Regensburger Krankenhaus der Barmherzigen Brüder.

## Kultur und Sehenswürdigkeiten
- Jagdschloss Aschenbrennermarter von 1900 im Forstmühler Forst
- Pfarrkirche St. Nikolaus: Die 1712 errichtete Kirche St. Nikolaus brannte 1832 fast völlig ab und wurde 1904 zum größten Teil abgebrochen und durch einen Neubau von Heinrich  Hauberrisser ersetzt. Nur die Seitenaltäre und die Kanzel stammen noch aus dem Jahr 1830. Der Hochaltar von Josef Wittmann stammt von 1910.

### Museum
- Heimatmuseum des Landkreises Regensburg in der Mehrzweckhalle in Altenthann: Sammlung handwerklicher und bäuerlicher Gerätschaften. Sie geben Einblick in die Entwicklung des bayerischen Vorwalds und in alte Bräuche.

### Freizeit und Natur
Um den Ort gibt es zahlreiche Rad- und Wanderwege die durch die ausgedehnten Wälder führen. Das etwa 14 km entfernte Freibad in Falkenstein lädt im Sommer zur Erholung ein. Das nächste Hallenbad befindet sich in der Stadt Wörth an der Donau. Zu Winterzeiten gibt es Angebote für Skifahrer, Rodler und Eisstockschützen.

### Sport und Vereine
In der Gemeinde gibt es über 20 Vereine, darunter einen Sportverein. Altenthann hat einige Sportstätten, darunter ein Tennisplatz sowie eine Mehrzweckhalle.
In der Gemeinde Altenthann gibt es folgende vier Freiwillige Feuerwehren (FF):
- FF Altenthann (LF 8/6)
- FF Lichtenwald (TSF, KLF)
- FF Forstmühle-Göppenbach (TSF)
- FF Pfaffenfang (TSF)

Im Fall größerer Einsätze werden weitere Feuerwehren aus der Gemeinde Donaustauf, der Gemeinde Bernhardswald, der Gemeinde Brennberg oder dem Landkreis Cham alarmiert.
Die Feuerwehr Altenthann verfügt über einen hydraulischen Rettungssatz sowie über Atemschutzgeräte.

## Wirtschaft und Infrastruktur
Altenthann ist eine Wohngemeinde und ausgestattet mit Grundeinrichtungen der Nahversorgung und hat selbst keine zentralörtliche Bedeutung. Sie liegt im Einzugsgebiet der Stadt Regensburg.

### Wirtschaft
In der Gemeinde befinden sich einige Dienstleistungs-, Handwerks- und Handelsunternehmen, besonders ausgeprägt ist das Bauhauptgewerbe, auch kommt der Landwirtschaft Bedeutung zu.
Es wurden die Baugebiete „Altenthann Nord I“ und „Altenthann Ost II“ (2020) ausgewiesen.

### Arbeitsgemeinschaft Vorderer Bayerischer Wald
Am 8. Januar 2007 wurde die Arbeitsgemeinschaft Vorderer Bayerischer Wald, kurz «AG Vorwald» genannt, gegründet. Ziel der Arbeitsgemeinschaft ist es, die Region in touristischer, wirtschaftlicher und kultureller Hinsicht zu fördern und zu stärken.
Mitglieder dieser Gemeinschaft sind die Gemeinden Altenthann, Bernhardswald, Brennberg, Falkenstein, Michelsneukirchen, Rettenbach, Wald, Wiesenfelden, Zell und die Stadt Wörth an der Donau; überdies alle Heimat-, Tourismus- und Fremdenverkehrsvereine dieser Gemeinden.

### Tourismus
Die Gemeinde verfügt über zahlreiche Ferienwohnungen und Privatquartiere. Der Tourismus ist auf „Ferien auf dem Bauernhof“ ausgerichtet.
Es besteht der Fremdenverkehrsverein Altenthann – Bernhardswald – Kürn.

### Verkehr
- Bundesstraße 16 (fünf Kilometer Entfernung)

### Öffentliche Einrichtungen
- Kindergarten
- Kinderkrippe
- Kläranlage
- Wertstoffhof
- Jugendtreff

### Bildung
- Volksschule

### Medien
Im Gemeindegebiet erscheint die Donau-Post, eine Lokalausgabe des Straubinger Tagblatts und das Bayerwaldecho, eine Lokalausgabe der Mittelbayerischen Zeitung sowie das Regensburger Wochenblatt, eine Ausgabe der Wochenblatt Verlagsgruppe.

## Söhne und Töchter der Gemeinde
- Christoph Haunold (1610–1689), Jesuit, Philosoph, Theologe und Hochschullehrer